# Скотт, Джилл
Джилл Скотт (англ. Jill Scott; род. 4 апреля 1972, Филадельфия, Пенсильвания, США) — американская певица, автор песен и актриса.

## Биография
Джилл Скотт родилась 4 апреля 1972 года в Филадельфии (штат Пенсильвания, США), став единственным ребёнком в семье Джойс Скотт. Джилл была воспитана своей матерью и бабушкой.

## Карьера
Джилл начала свою музыкальную карьеру в 1999 году и в следующем году выпустила свой дебютный альбом Who Is Jill Scott? Words and Sounds Vol. 1, который был сертифицирован дважды платиновым и был выдвинут на соискание премии «Грэмми». После она выиграла три премии «Грэмми» за свои классические ритм-н-блюз записи.
В 2007 году Джил Скотт дебютировала как актриса в фильме «Затравленная». Также она снялась в фильмах «Зачем мы женимся снова?» (2010), «Стальные магнолии» (2012), «Выдача багажа» (2013), «Любовь сбивает с рифмы» (2017) и других.

## Личная жизнь
В 2001—2007 годы Джилл была замужем за художником-графиком и диджеем Лайзелом Уильямсом.
В 2006—2009 годы Джилл встречалась и была помолвлена с музыкантом Лил Джоном Робертсом. У бывших пары есть сын — Джетт Хэмилтон Робертс (род. 25.04.2009).
С 25 июня 2016 года Джилл замужем за Майком Добсоном. 8 ноября 2017 года стало известно, что супруги не живут вместе с 5 сентября и недавно подали на развод.

## Дискография
- Who Is Jill Scott? Words and Sounds Vol. 1 (2000)
- Beautifully Human: Words and Sounds Vol. 2 (2004)
- The Real Thing: Words and Sounds Vol. 3 (2007)
- The Light of the Sun (2011)
- Woman (2015)